# Vampire Survivors
Vampire Survivors es un videojuego roguelike de disparos desarrollado y publicado por Luca Galante, también conocido como poncle. Se lanzó en acceso anticipado el 17 de diciembre de 2021, mientras que su versión completa (1.0) se lanzó el 20 de octubre de 2022.
El jugador controla un personaje que ataca automáticamente mientras lucha contra oleadas continuas de monstruos, con el objetivo de sobrevivir al ataque el mayor tiempo posible y desbloquear personajes, armas y reliquias adicionales para las sesiones posteriores. A pesar del nombre del juego y el arte clave, ninguno de la variedad de monstruos encontrados son vampiros.

## Jugabilidad
El jugador selecciona uno de los múltiples personajes con diferentes armas iniciales y bonificaciones, y los controla en un escenario sin fin con un diseño repetitivo generado automáticamente. Las armas del jugador atacan automáticamente y el objetivo es sobrevivir el mayor tiempo posible contra oleadas constantes de monstruos que infligen daño cuando entran en contacto con el jugador. Derrotar monstruos y explorar el escenario le permite al jugador recolectar diferentes objetos como gemas de experiencia, que se usan para subir de nivel, "pollo de piso", que restaura la salud del jugador y otros elementos útiles. Cada aumento de nivel le brinda al jugador la opción de tres o cuatro armas y potenciadores pasivos; una vez que el jugador ha recolectado seis armas y seis potenciadores y los ha mejorado por completo, cualquier nivel adicional que gane ofrece solo monedas de oro o pollo de piso. Otra forma de mejorar las armas y los potenciadores es abrir cofres, que son arrojados por monstruos particularmente poderosos y pueden contener uno, tres o cinco elementos aleatorios. La mayoría de las armas tienen una forma definitiva que se puede obtener abriendo un cofre después de actualizarlas por completo y cumplir otras condiciones específicas.
Las sesiones de Vampire Survivors tienen un límite de tiempo flexible de 15 o 30 minutos, según el escenario elegido. Al cumplirse el límite de tiempo, el escenario se limpia de todos los enemigos y aparecerá un enemigo final tremendamente fuerte llamado Muerte . A partir de entonces, aparecerá una Muerte adicional cada minuto consecutivo para garantizar la desaparición final del jugador. Una sesión que alcanza o supera el límite de tiempo de la etapa se considera una finalización exitosa y es recompensada con monedas de oro adicionales. Entre sesiones, las monedas de oro acumuladas se pueden gastar para desbloquear nuevos personajes y potenciadores persistentes. Además, al completar desafíos, el jugador también puede desbloquear nuevas etapas, armas y personajes.

## Argumento
Vampire Survivors se establece nominalmente en la Italia rural en 2021. Hordas de monstruos convocados por el malvado Bisconte Draculó asolan la tierra, y la familia Belpaese y otros sobrevivientes heroicos se encargan de cazar y derrotar a Draculó. Esta búsqueda los lleva a través de lugares infestados de monstruos, como un bosque maldito, una biblioteca encantada, una planta lechera abandonada, una torre siniestra y una capilla de otro mundo.

## Desarrollo
El desarrollador Luca "poncle" Galante explicó que creó Vampire Survivors porque quería administrar una comunidad, basándose en su experiencia anterior como administrador de un servidor de Ultima Online. El videojuego se inspiró en Magic Survival, un videojuego para móviles que también consistía en un personaje que atacaba automáticamente a los enemigos. El desarrollo de la versión inicial de acceso anticipado tomó alrededor de un año, y Galante gastó alrededor de 1100 libras esterlinas en activos, arte y música.
El éxito del videojuego superó las expectativas de Galante y le permitió dejar su trabajo en febrero de 2022 para concentrarse por completo en el desarrollo del videojuego. Fue asistido informalmente por "algunos amigos" en su tiempo libre. El contenido planificado incluía armas, personajes y escenarios adicionales, y un "modo sin fin". La intención de Galante era sacar a Vampire Survivors del acceso anticipado para fines de 2022.
El 24 de marzo de 2022, Galante anunció que contrató a varios trabajadores independientes para expandir el equipo de Vampire Survivors y el ritmo de desarrollo se estaba acelerando. Además de delinear el alcance del nuevo contenido prometido con una hoja de ruta, Galante explicó que un hito importante programado para el verano de 2022 sería llevar Vampire Survivors a un motor de juego "estándar de la industria" para mejorar su rendimiento general.

## Recepción
Si bien Vampire Survivors pasó inicialmente desapercibido en su lanzamiento, a fines de enero de 2022 se convirtió en un éxito y llegó a más de 30 000 jugadores simultáneos en Steam. Este número siguió aumentando, y el videojuego llegó a más de 70 000 jugadores simultáneos el mes siguiente. Si bien no es el primer videojuego en su género, Vampire Survivors dio lugar a varios otros videojuegos basados en la jugabilidad automática y la progresión roguelike que se lanzaron al año siguiente, la mayoría lanzados por un pequeño precio y en acceso anticipado. Tras su éxito en PC, ha dado el salto a plataformas Xbox y su llegada en versión final al servicio de Game Pass día 1, le ha supuesto una nueva explosión de popularidad y relevancia.
Ian Walker de Kotaku y Graham Smith de Rock Paper Shotgun elogiaron el videojuego y ambos compararon el videojuego con la dopamina. Nicole Carpenter de Polygon notó la profundidad del videojuego y dijo que «ningún streamer que haya visto jugó exactamente igual». Aaron Zimmerman de Ars Technica nombró a Vampire Survivors como su elección para el juego del año.
Vampire Survivors fue nominado en la categoría Mejor Lanzamiento de Acceso Anticipado de los Golden Joystick Awards.